# ラジオはコミュニケーション「KANSAI 24時今日…明日」
ラジオはコミュニケーション「KANSAI 24時今日…明日」は、1987年8月31日（月曜）16:00 - 9月1日（火曜）16:00まで大阪市に本社をもつテレビ・ラジオ放送局である毎日放送の開局記念に放送された、ラジオ特別番組である。なお、同じタイトル、同じ趣旨で翌年の1988年、1989年にも番組が放送されているが、この項では第1回にあたる1987年の放送について取り上げる。

## 番組概要

### 放送日時
1987年8月31日（月曜）16:00 - 9月1日（火曜）16:00

### 放送内容
1951年9月1日に放送を開始した毎日放送ラジオ（開局当時の社名は新日本放送）の開局記念日である9月1日に、各地からの生中継や聴取者からの電話やファクスのアンケートで、関西圏の実態と未来を浮かび上がらせるというコンセプトの24時間ワイド番組である。MBSラジオの全ワイド番組の出演者が、通常時間枠を活用し、番組コンセプトに基づいた企画展開を行ったほか、7ヶ所での公開放送やイベント、30地点からの生中継など、さまざまな試みが放送された。

## 放送されたコーナー

### オープニング
- 放送日時　8月31日（月）16:00〜18:00
- 出演　角淳一、諸口あきら ほか

### プロ野球中継
- 放送日時　8月31日（月）18:00〜21:00
  - 毎日放送ダイナミックナイター枠として、近鉄対日本ハム戦を中継

### 日産大阪ギャラリー祭り
- 放送日時　8月31日（月）21:00〜22:00
- 出演　柏木宏之、何人トリオ、勇直子 ほか

### MBSヤングタウン「明石家さんまコンサート」
- 放送日時　8月31日（月）22:00〜9月1日（火）1:00
- 出演　明石家さんま、長江健次、伊東正治、大津びわ子、さんまバンド

### 朝がくるまでしゃべりすぎ 徹夜トーキングライブ
- 放送日時　9月1日（火）1:00〜6:00
- 出演　河合奈保子、円広志、嘉門達夫、桂雀々、MAKOTO、伊東正治

### あなたの家からおはようMBSスペシャル
- 放送日時　9月1日（火）6:00〜8:00
- 出演　川村龍一、豊島美雪

### ありがとう上方カルチャーにせまる
- 放送日時　9月1日（火）8:00〜10:00
- 出演　浜村淳、鈴木美智子

### 空からごめんやす
- 放送日時　9月1日（火）10:00〜12:00
- 出演　馬場章夫、小山乃里子

### それゆけ！大阪経済
- 放送日時　9月1日（火）12:00〜14:00
- 出演　横山ノック、板東英二

### フィナーレ
- 放送日時　9月1日（火）14:00〜16:00
- 出演　川村龍一、角淳一

### 「ラジオヒューマンアンケート」
この24時間の特別番組は、前年（昭和61年）の1月から、開局35周年記念日である9月1日まで、毎日放送ラジオの制作・編成・営業部署等が一体になって展開した、関西在住の聴取者の生活実態・意識調査を行った「ラジオヒューマンアンケート」を発展させたものであった。なお前年の開局記念日には、このアンケートの集大成となる9時間半の特別番組が放送された。そして、このアンケートと生放送による24時間生放送の生活実態調査は翌年、翌々年と続けられた。